# Hatari (émulateur)
Pour les articles homonymes, voir Hatari.
Hatari est un émulateur libre d'ordinateurs 16/32 bits Atari ST. Il émule les séries d'ordinateurs Atari ST, Atari STe, Atari TT et Atari Falcon et certains périphériques matériels correspondants comme les manettes de jeu, souris, midi, imprimante, port série et unités disques et disquettes. Il supporte davantage de modes graphiques que le ST et n'a pas besoin d'une image du TOS original car il peut fonctionner avec EmuTOS. La dernière version n'a pas de problème connu de compatibilité pour émuler les applications ST/STe/TT et la plupart des démos et jeux ST/STe fonctionne également sans problème.

## Développement
Hatari utilise le code source de plusieurs autres émulateurs : WinSTon (périphériques Atari ST), UAE (CPU Motorola 680x0), WinUAE (CPU + MMU Motorola 68030 plus précis), STonX (BLiTTER), ARAnyM (DSP Motorola 56001, Videl, NVRAM),.
Hatari utilise la bibliothèque SDL pour les graphismes, est développé sur Linux et a été porté sur de nombreux systèmes tels que AmigaOS 4, AROS, BSD, BeOS, RISC OS, MorphOS, Mac OS X, AmigaOS, Windows.